# Équipe de Libye de futsal
Maillots
L'équipe de Libye de futsal, est constituée d'une sélection des meilleurs joueurs de futsal libyens sous l'égide de la Fédération de Libye de football.

## Histoire
Entre 2006 et 2007, l'équipe de Libye est entraînée par le sélectionneur Mohamed Benabdelouahab.

## Parcours

### Parcours à la coupe du monde de futsal
- 1989 : Non qualifié
- 1992 : Non qualifié
- 1996 : Non qualifié
- 1996 : Non qualifié
- 2000 : Non qualifié
- 2004 : Non qualifié
- 2008 : 1er tour
- 2012 : 1er tour
- 2016 : Non qualifié
- 2021 : Non qualifié
- 2024: 1er tour

### Parcours au championnat d'Afrique de futsal
- 1996 : Non qualifié
- 2000 : 3e
- 2004 : Non qualifié
- 2008 : Vainqueur
- 2011 : Annulé
- 2016 : 1er tour
- 2020 : 4e
- 2024 : 3e

### Parcours au championnat arabe des nations de futsal
- 1998 : 3e
- 2005 : 4e
- 2007 : Vainqueur
- 2008 : Vainqueur
- 2021 : Non inscrit
- 2022 : Quart de finale
- 2023 : Demi-finale